# 许显辉
许显辉（1966年2月—），男，河南叶县人，中华人民共和国政治人物。内蒙古大学法律专业毕业，大学学历，法学学士。

## 生平
1986年6月加入中国共产党。1987年7月参加工作。历任内蒙古自治区人民政府法制局经济法规处副处长、处长；中共张家界市武陵源区委副书记、代区长、区长、区委书记等职。2005年8月，任湖南省人民政府法制办公室副主任，2008年7月扶正。2013年5月，当选张家界市长。2015年6月，任中共益阳市委副书记、市长。
2016年11月，当选中共湖南省纪委副书记。2016年12月，兼任湖南省监察厅厅长。2017年1月，任省政府党组成员。2017年7月，任湖南省公安厅厅长。2018年1月任湖南省副省长。
2022年5月，转任广西壮族自治区人民政府副主席。